# Scansoriopterygidae
Los escansoriopterígidos (Scansoriopterygidae, "alas trepadoras") son una familia de dinosaurios terópodos manirraptores que vivieron en el centro de Asia. Esta familia fue nombrada por Czerkas y Yuan en 2002, como un grupo a nivel familiar redundante con el enigmático manirraptoriforme Scansoriopteryx heilmanni. Un animal similar, Epidendrosaurus ninchengensis, podría pertenecer a este grupo pero la evidencia no es concluyente.
Consecuentemente, la ubicación taxonómica de los escansoriopterígidos es actualmente incierta. Se trata definitivamente de terópodos manirraptores y comparten algunas características con las aves. Podrían estar estrechamente relacionados con Deinonychosauria, o incluso con las aves. La estructura de sus manos presenta alguna similitud con el manirraptor con plumas Yixianosaurus.

## Filogenia
Cladograma según un análisis de Godefroit y colaboradores de 2013:
|  | †Troodontidae             |
|  |                           |
|  | \| \| Avialae \| \| \| \| |
|  |                           |
|  | Avialae                   |
|  |                           |

|  | Avialae |
|  |         |

|  | †Troodontidae             |
|  |                           |
|  | \| \| Avialae \| \| \| \| |
|  |                           |
|  | Avialae                   |
|  |                           |

|  | Avialae |
|  |         |

|  | †Troodontidae             |
|  |                           |
|  | \| \| Avialae \| \| \| \| |
|  |                           |
|  | Avialae                   |
|  |                           |

|  | Avialae |
|  |         |

|  | †Troodontidae             |
|  |                           |
|  | \| \| Avialae \| \| \| \| |
|  |                           |
|  | Avialae                   |
|  |                           |

|  | Avialae |
|  |         |

|  | †Troodontidae             |
|  |                           |
|  | \| \| Avialae \| \| \| \| |
|  |                           |
|  | Avialae                   |
|  |                           |

|  | Avialae |
|  |         |

|  | †Troodontidae             |
|  |                           |
|  | \| \| Avialae \| \| \| \| |
|  |                           |
|  | Avialae                   |
|  |                           |

|  | Avialae |
|  |         |

|  | †Troodontidae             |
|  |                           |
|  | \| \| Avialae \| \| \| \| |
|  |                           |
|  | Avialae                   |
|  |                           |

|  | Avialae |
|  |         |

|  | †Troodontidae             |
|  |                           |
|  | \| \| Avialae \| \| \| \| |
|  |                           |
|  | Avialae                   |
|  |                           |

|  | Avialae |
|  |         |

## Literatura
- Czerkas, S.A. & Yuan, C. 2002. An arboreal maniraptoran from northeast China. Pp. 63-95 in Czerkas, S.J. (Ed.), Feathered Dinosaurs and the Origin of Flight. The Dinosaur Museum Journal 1. The Dinosaur Museum, Blanding, E.U.A.
- He H., Wang X., Zhou Z., Zhu R., Jin F., Wang F., Ding X. & A. Boven: (^40)Ar/(^39)Ar dating of ignimbrite from Inner Mongolia, northeastern China, indicates a post-Middle Jurassic age for the overlying Daohugou Bed. Geophysical Research Letters 31, L20609, 2004.
- Zhang, F., Zhou, Z., Xu, X. & Wang, X. 2002. A juvenile coelurosaurian theropod from China indicates arboreal habits. Naturwissenschaften, 89: 394-398. doi:10.1007 /s00114-002-0353-8.